# Julius Rietz
Julius Rietz (28 de diciembre de 1812, Berlín - 12 de septiembre de 1877,  Dresde) fue un compositor, director de orquesta y violonchelista alemán. Fue profesor de Woldemar Bargiel, Salomon Jadassohn, Arthur O' Leary y Arthur Sullivan entre otros. Durante su vida editó varias obras de Felix Mendelssohn para su posterior publicación.

## Vida
Julius Rietz nació en 28 de diciembre de 1812 en Berlín. Su padre Johann Friedrich Rietz (12 de junio de 1767 en Lübben (Spreewald) - 25 de diciembre de 1828 en Berlín) era músico de cámara. Su hermano mayor Eduard Rietz (Berlín, 1802-1832)  era violinista y fue amigo de infancia de Felix Mendelssohn. 
Estudió violonchelo con Shmidt, Bernhard Romberg y Gans. Hizo sus estudios de composición con Carl Friedrich Zelter. Con 16 años se incorporó a la orquesta del teatro de Königstädter, para quien escribió Lorbeerbaum und Bettelstab para ser interpretada por Karl Eduard von Holtei. 

En 1834 Mendelssohn le llamó para ser el segundo director del Teatro Immerman a Düsseldorf. Al dejar Mendelssohn el cargo, Rietz pasó a ser el director principal. En el invierno de 1839-40, con 28 años, estrenó su primera obra Concertouverture a manos de Mendelssohn en el Gewandhausconcerte de Leipzig. A este estreno asistió Robert Schumann, que dejó constancia de ello en el periódico alemán Leipziger neuen Zeitschrift con la siguiente crítica musical:
"Sehr bedeutend schien mir die Ouverture, eine durch und durch deutsche, kunstreiche im Detail noch etwas überladene Arbeit, die nach einmaligem Anhören kaum ganz zu ergründen war; dem Charakter nach eine Orchesternovelle, mit der man eben so gut ein Shakespeare'sches Lust oder Schauspiel eröffnen könnte. Der Titel (Concertouverture) besagte nichts, ob sie zu einem besonderen Sujet gedacht sei; wie gesagt, wir hätten Verdacht auf Shakespeare. Möchte sie doch bald veröffentlicht werden."
Dice que le ha parecido una obra de mucha calidad, que le recuerda mucho a una obertura Alemana. Es una obra con carácter y que le recuerda a un personaje del principio de alguna obra de Shakespeare.
En 1847 lo nombraron director de orquesta del teatro de Leipzig, al mismo tiempo se ocupaba de la dirección de la Singakademie. En 1848 cogió el sitio que dejó Gade al frente de la orquesta del Gewandhaus y en la cátedra de composición del conservatorio, donde tuvo entre otros alumnos a Arthur O'Leary. En 1854 abandona el cargo en el teatro para concentrar sus esfuerzos delante de la orquesta del Gewandhaus. Finalmente fue nombrado director del teatro de las cortes de Dresde y del conservatorio de la misma ciudad. Entre otros tuvo de alumno a Andreas Hallén. En 1859 recibió el título de doctor honoris causa de la Universidad de Leipzig y en 1874 el Rey de Sajonia le nombró Director de la música.

## Obra
Como compositor, pertenece a la escuela de compositores jóvenes y se oponía profundamente al movimiento Neo-alemán.Tiene una gran influencia de Mendelssohn. Entre sus obras, se encuentran óperas, tres sinfonías, diversas oberturas, sonatas para flauta, violín; motetes, misas, salmos y una cantidad considerable de música religiosa.

### Óperas
- Jery und Bätely (1839)
- Das Mädchen aus der Fremde (1839)
- Der Korsar (1850)
- Georg Neumann und die Gambe (1859)

### Sinfonías
- Sinfonía n.º 1 en Sol menor, Op. 13 (1843)
- Sinfonía n.º 2 en La mayor, Op. 23 (1846?)
- Sinfonía n.º 3 en Mi bemol mayor, Op. 31 (1855)

### Oberturas
- Concierto obertura en La mayor, Op. 7
- Hero und Leander, Op. 11
- Lustspielouvertüre, Op. 53

### Conciertos
- Fantasía para chelo y orquesta, Op. 2
- Concierto para clarinete y orquesta, Op. 29
- Pieza concertante para oboe y orquesta, Op. 33
- Concierto para chelo en Si menor
- Concierto para chelo, Op. 16